# Kumulonimbus calvus
Kumulonimbus calvus ali začetni nevihtni oblak nastane kadar velikanski kopasti oblak (kumulus) proti poldnevu doseže zaporno plast, se lahko še pravočasno, pri trajajoči termiki, oskrbi z vlago. Tedaj prebije zaporno plast in se še naprej veča in se naposled spremeni v nevihtni oblak. V višini med 4000 in 9000 m sestavljajo nekdanji kopasti oblak samo še v spodnjem delu vodne kapljice. V mrzlem, zgornjem delu, pri temperaturah pod -10ºC, ga sestavljajo drobne ledene iglice, ki dajo oblaku novo obliko. Zaradi poledenitve izginejo prejšnji ostri robovi. Glava nevihtnega oblaka postane gladka ali vlaknata in dobi obliko nakovala.
Nevihtni oblaki imajo lahko dve razvojni stopnji. Pri prvi nastajajo plešasti (Kumulonimbus calvus), pri drugi pa dlakasti (Kumulonimbus capillatus) oblaki. S temi izrazi opisujejo vremenoslovci začetno in končno obliko nevihtnih oblakov. 